# Манукодія кучерява
Манукодія кучерява (Manucodia comrii) — вид горобцеподібних птахів родини дивоптахових (Paradisaeidae).

## Поширення
Ендемік Папуа Нової Гвінеї. Поширений на островах Д'Антркасто і Тробріана. Населяє практично всі лісисті простори — від тропічних лісів до лісистої савани, його можна спостерігати також у парках та садах.

## Опис
Один з найбільших представників родини. Птах завдовжки до 42 см, вагою 450 г. Самці трохи більші за самиць. Зовні птах нагадує велику ворону, завдяки своєму темному забарвленню, міцним ногам, квадратному хвосту та міцному конічному та видовженому дзьобу. Оперення чорного кольору по всьому тілу з зеленими, синюватими та фіолетовими металевими відблисками на голові, шиї та спині. Дзьоб і ноги чорні, очі червоні.

## Спосіб життя
Трапляється парами або поодинці. Живе під пологом лісу. Живиться переважно плодами, переважно інжиром. Рідше поїдає комах і нектар.
Сезон розмноження триває з червня по листопад, хоча гніздові пари спостерігаються також у березні. Як і всі манукодії, цей вид моногамний: обидва партнери співпрацюють у будівництві гнізда, висиджуванні яєць та розведенні пташенят.

## Підвиди
Включає два підвиди:
- Manucodia comrii comrii — острови Д'Антркасто;
- Manucodia comrii trobriandi Mayr, 1936 — острови Тробріана.